# Пигин, Евгений Александрович
Пигин Евгений Александрович (28 декабря 1933 — 8 декабря 2014) — дважды лауреат премии Правительства Российской Федерации, член-корреспондент Российской Академии Ракетных и Артиллерийских Наук, почётный радист СССР, почётный машиностроитель, главный конструктор ОАО «Научно-исследовательский институт приборостроения имени В. В. Тихомирова». Главный конструктор комплексов ПВО «КУБ» и «БУК».
Родился в 1933 г. в с. Большое Окулово Кулебакского района Горьковского края.
С 1958 г. после окончания МАИ работал в НИИП. С 1969 г. начальник лаборатории, с 1975 г. – начальник отдела – зам. начальника НИО, зам. главного конструктора по разработке ЗРК серии «Бук». С 1984 г.  главный конструктор - начальник НИО. 
Ушёл из жизни 8 декабря 2014 года.

## Награды и звания
- Орден «За заслуги перед Отечеством» III степени.
- Орден Ленина.
- Орден Октябрьской Революции.
- «Знак Почёта».
- Дважды лауреат Премий Правительства Российской Федерации.